# AFC South
AFC South er en division i den amerikanske fodboldliga American Football Conference.
I AFC south spiller de fire NFL klubber: Jacksonville Jaguars, Indianapolis Colts, Houston Texans og Tennessee Titans. 
Blandt andet spiller følgende spillere i divisionen:
Jacksonville Jaguars:
- David Garrard
- Maurice Jones-Drew – Star player
- Rashean Mathis
- Reggie Nelson

Indianapolis Colts:
- Peyton Manning – Star Player
- Joseph Addai
- Dwight Freeney
- Reggie Wayne

Houston Texans
- Matt Schaub
- Neil Rackers
- Andre Johnson – Star player
- Arian Foster

Tennessee Titans
- Vince Young – Star player
- Chris Johnson
- Randy Moss
- Nate Washington

| Sport | Spire Denne artikel om sport er en spire som bør udbygges. Du er velkommen til at hjælpe Wikipedia ved at udvide den. |